# Elie Rustom
Elias Rustom, detto Elie (in arabo ايلي رستم‎?; Zouk Mikael, 6 novembre 1981), è un cestista libanese.

## Carriera
Con il Libano ha disputato i Campionati mondiali del 2010 e i Campionati asiatici del 2017.